# Ирано-хорватские отношения
Ирано-хорватские отношения — двусторонние дипломатические отношения между Ираном и Хорватией. Обе страны установили дипломатические отношения 18 апреля 1992 года. Иран тогда стал седьмым в мире, первым в Азии и первым с мусульманским большинством государством, официально признавшим вновь обретённую независимость Хорватии. Хорватия имеет посольство в Тегеране, в свою очередь Иран имеет посольство и культурный центр в Загребе. Отношения между двумя странами описываются как хорошие и дружественные.

## Происхождение хорватов
По одной из распространённых теорий о происхождении хорватов древние хорваты прибыли в Европу из восточноевропейских степей или большого Ирана. Эта теория развивается с конца XVIII века и приобрела большую популярность после обретения Хорватией независимости в 1990 году. Были обнаружены многочисленные древние письмена и различные сходства между двумя народами, которые предполагают возможность того, что хорваты когда-то были иранским племенем. 

## Отношения
Вице-президент Ирана Хасан Хабиби посетил Хорватию в 1995 году, а президент Ирана Мохаммад Хатами был с государственным визитом в Загребе в 2005 году. Президент Хорватии Степан Месич посетил Иран с трёхдневным государственным визитом в 2001 году. В 2008 году президент Ирана Махмуд Ахмадинежад приветствовал отношения двух стран и заявил, что они разделяют культуру и историю, в связи с возможным иранским происхождением хорватов, что должно укреплять эти отношения и в будущем. В том же году хорватская национальная нефтяная компания INA расширила свою деятельность в иранском остане Ардебиль.
В октябре 2011 года высокопоставленная иранская парламентская делегация посетила Хорватию и встретилась с президентом Иво Йосиповичем и министром иностранных дел Горданом Яндроковичем.
Спикер Исламского консультативного совета Али Ардашир Лариджани встретился с председателем Хорватского сабора Йосипом Леко в октябре 2013 года. Оба выразили желание укрепить сотрудничество между Ираном и Хорватией в области экономики, торговли, культуры, науки, спорта, сельского хозяйства и энергетики, а также расширить парламентское сотрудничество.
Делегация хорватско-иранской межпарламентской группы дружбы посетила Тегеран в марте 2014 года, подчеркнув необходимость дальнейшего развития отношений между двумя странами. Непосредственно перед этим визитом президент Хорватии Иво Йосипович отметил стремление Хорватии к расширению отношений с Ираном в области политики, экономики и культуры.
Высокий представитель иранского парламента Хосейн Шейхолеслам посетил Хорватию в октябре 2014 года по приглашению Младена Новака, президента Хорватско-иранской группы дружбы Хорватского сабора. Делегация встретилась с министром иностранных дел Весной Пусич, президентом Иво Йосиповичем и председателем хорватского парламента Йосипом Леко.
В январе 2015 года министр иностранных дел Хорватии Весна Пусич посетила Иран, где она встретилась с президентом Ирана Хасаном Рухани, вице-президентом Шахиндохтом Молаверди, вице-президентом Масумехом Эбтекаром, спикером парламента Али Лариджани и министром иностранных дел Мохаммедом Джавадом Зарифом. Министр Пусич отметила, что время её визита в Иран, который состоялся в ходе переговоров по иранской ядерной сделке, "является подходящим временем для укрепления двусторонних отношений между Хорватией и Ираном". Пусич также заявила, что Хорватия как государство-член ЕС решительно поддерживает усилия обеих сторон в переговорах по иранской ядерной сделке в целях обеспечения успешного завершения переговоров. Министр Зариф отметил, что визит Пусич в Иран укрепит двусторонние отношения между двумя странами, и что Хорватия является чрезвычайно важным иранским партнером в рамках Европейского союза. Вице-президент и руководитель Департамента охраны окружающей среды Молаверди разговаривал с министром Пусич об укреплении двустороннего сотрудничества между Ираном и Хорватией в области охраны окружающей среды. Обе стороны подчеркнули важность продолжения борьбы с терроризмом, экстремизмом и насилием. В ходе визита делегации договорились создать в ближайшем будущем смешанную комиссию экономических экспертов.

## Экономическое сотрудничество
Экономическое сотрудничество между Хорватией и Ираном находится на низком уровне из-за санкций против Ирана. В 2012 году Хорватия экспортировала в Иран товаров на сумму $2,9 млн и импортировала из него товаров на сумму $ 2,19 млн.
22 марта 2012 года Хорватия и другие 27 государств-членов Европейского союза запретили импорт, покупку и транспортировку нефти и нефтепродуктов из Ирана. Хорватским компаниям также запрещалось предоставлять какое-либо финансирование или финансовую помощь, страхование или перестрахование, связанные с импортом, покупкой или транспортировкой иранской сырой нефти и нефтепродуктов. Кроме того, всем хорватским гражданам, которые плавали под хорватским флагом, запрещалось продавать и покупать оборудование, которое могло быть использовано в нефтяной промышленности Ирана. 
Руководители табачной фабрики Rovinj и Иранской табачной компании подписали в 2010 году контракт на строительство совместной табачной фабрики в Иране. Завод был открыт в 2013 году в городе Сари и является крупнейшей табачной фабрикой на Ближнем Востоке. Инвестиции составили около 30 миллионов евро, а фабрика выпускает около 6 миллиардов сигарет в год.
В ходе визита иранской делегации в Хорватию в октябре 2011 года был подписан договор о сотрудничестве в области судостроения между иранскими провинциями Керманшах и Хузестан и хорватской жупанией Сплитско-Далматинска. Иран и хорватская верфь в Риеке и ранее сотрудничали. Этот контракт в итоге был расторгнут из-за введения санкций против Ирана.
Посол Ирана в Хорватии Мохаммад Тахериан Фард заявил в интервью для хорватской газеты Večernji list в апреле 2015 года, что он получил указания непосредственно от президента Хасана Рухани по укреплению политических, культурных и особенно экономических отношений с Хорватией. Кроме того, посол также заявил, что стратегический план Ирана — сделать Хорватию дистрибьютором иранского газа во многие европейские страны.
18 мая 2016 года президент Хорватии Колинда Грабар-Китарович посетила Иран и подписала соглашение об экономическом сотрудничестве.